# روبرت باوند
روبرت فيفيان باوند (بالإنجليزية:  Robert Vivian Pound) هو أمريكي من مواليد كندا (16 مايو 1919 – 12 أبريل 2010)  ولد في ريدجواي، أونتاريو. وهو عالم في الفيزياء  ساعد في اكتشاف الرنين المغناطيسي النووي (NMR) والذي ابتكر تجربة باوند - ريبكا الشهيرة لدعم النسبية العامة. أصبح أستاذاً للفيزياء في جامعة هارفارد دون أن يحصل على شهادة عليا. 
حصل اكتشاف الرنين المغناطيسي النووي على جائزة نوبل في الفيزياء عام 1952،  واحتفل البروفيسور هولثين وقال «كانت التجربة شيقة للغاية مع الدكتور باوند» على الرغم من عدم حصوله على الجائزة،  بعدها حصل باوند على الميدالية الوطنية للعلوم في عام 1990 لمساهماته طوال حياته في مجال الفيزياء، وكان أستاذ للفيزياء في مالينكروت بجامعة هارفارد.  وايضاً كان عضواً في فصل عام 1941 في جامعة بوفالو. 